# Pachymerola toledoi
Pachymerola toledoi là một loài bọ cánh cứng trong họ Cerambycidae.